# Hải chiến Tsushima
Hải chiến Tsushima hay Hải chiến Đối Mã (tiếng Nhật: 日本海海戦, Nihonkai-Kaisen; âm Hán-Việt Nhật Bản hải hải chiến; tiếng Nga: Цусимское сражение, Stusimkoye Srazhenie) là một trận chiến trên biển trong Chiến tranh Nga-Nhật giữa hạm đội của  hai đế quốc Nga và Nhật trên eo biển Tsushima vào ngày 27-28 tháng 5 năm 1905. Hải chiến kết thúc với quân Nhật toàn thắng và sử gia đương thời cho rằng Hải quân Nhật Bản đã làm nên lịch sử trong trận thủy chiến lớn nhất từ xưa đến nay. Hạm đội Nga bị phá tan tành. Đây cũng là trận hải chiến mang tính quyết định toàn phần bằng chiến hạm bọc thép mà không có không quân hay hỏa tiễn. Trận Tsushima cũng là lần đầu tiên kỹ thuật truyền thanh vô tuyến đóng vai trò quan trọng then chốt.
Trong trận hải chiến, Hạm đội Nhật Bản dưới quyền chỉ huy của Đô đốc Tōgō Heihachirō đã tiêu diệt ba phần tư hạm đội Nga dưới quyền chỉ huy của Đô đốc Zinovy Rozhestvensky. Theo sách Theodore Rex (ISBN 0-394-55509-0), sử gia Edmund Morris gọi nó là trận hải chiến lớn nhất kể từ sau trận Trafalgar. Nó là trận hải chiến lớn nhất thời kỳ chiến hạm tiền-dreadnought.
Được xem là một thắng lợi quyết định và toàn diện nhất trong quân sử trên biển, hải chiến Tsushima là trận hải chiến đầu tiên trong lịch sử khi các thiết giáp hạm đóng vai trò quyết định kết cục trận đánh. Trận chiến kết thúc với thắng lợi to lớn của hạm đội Nhật, buộc Nga phải ký Hiệp định Portsmouth, nhượng lại cho Nhật Bản các quyền lợi ở châu Á và khẳng định vai trò bá chủ của Nhật Bản ở Đông Á.

## Bối cảnh
Vào năm 1894-1895, chiến tranh Trung-Nhật lần thứ nhất kết thúc, Nhật Bản toàn thắng, buộc triều đình Mãn Thanh phải nhượng lại Mãn Châu và bán đảo Triều Tiên cho Nhật. Sự việc này cản trở chính sách thôn tính Mãn Châu của Nga; Nga bèn tìm cách liên kết với Pháp và Đức để ép Nhật nhượng bộ, trả Mãn Châu, rồi lại thuyết phục nhà Thanh chuyển quyền lợi ở Mãn Châu cho Nga. Người Nhật lấy đó làm oán hận nên tìm cách phục thù, dồn nỗ lực canh tân hải quân để chuẩn bị cho cuộc chiến mới với Nga nhằm tái chiếm ưu thế ở Mãn Châu.
Năm 1902, Liên minh Hải quân Anh-Nhật được thành lập. Anh cam kết nếu Nhật phải chiến đấu với hai đối thủ trở lên thì Anh quốc sẽ tham chiến ủng hộ Nhật. Vì sẵn biết có hải quân Anh hùng hậu trợ giúp phía bên Nhật, hai nước Pháp lẫn Đức đều e dè, không dám ra tay giúp Nga.
Chiếu theo hòa ước Bắc Kinh thì Nga đã chiếm trọn Mãn Châu. Nhật đòi Nga lui binh, trả Mãn Châu cho nhà Thanh. Nga bác bỏ yêu cầu của Nhật và chỉ thuận cho Nhật buôn bán ở nam phần Triều Tiên, còn bắc phần Triều Tiên, Liêu Đông-Phụng Thiên và toàn xứ Mãn Châu thì Nga vẫn độc quyền. Thấy không thương thuyết được, Nhật triều tuyên chiến với Nga ngày 8 Tháng Hai, 1904.

### Chiến tranh ở Viễn Đông

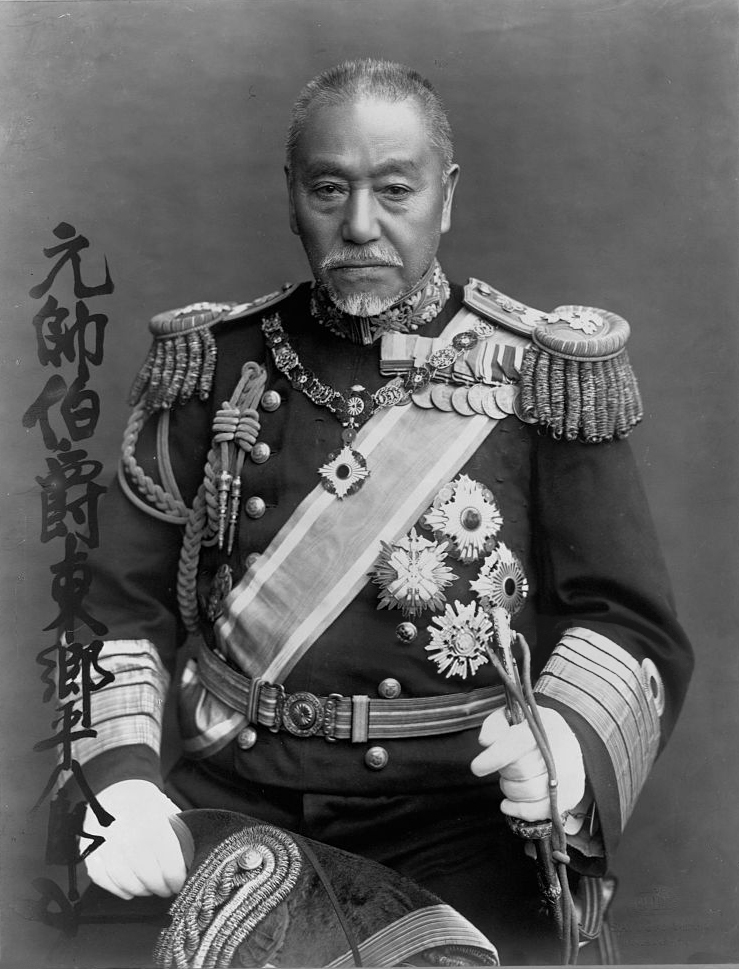
Đô đốc Togo

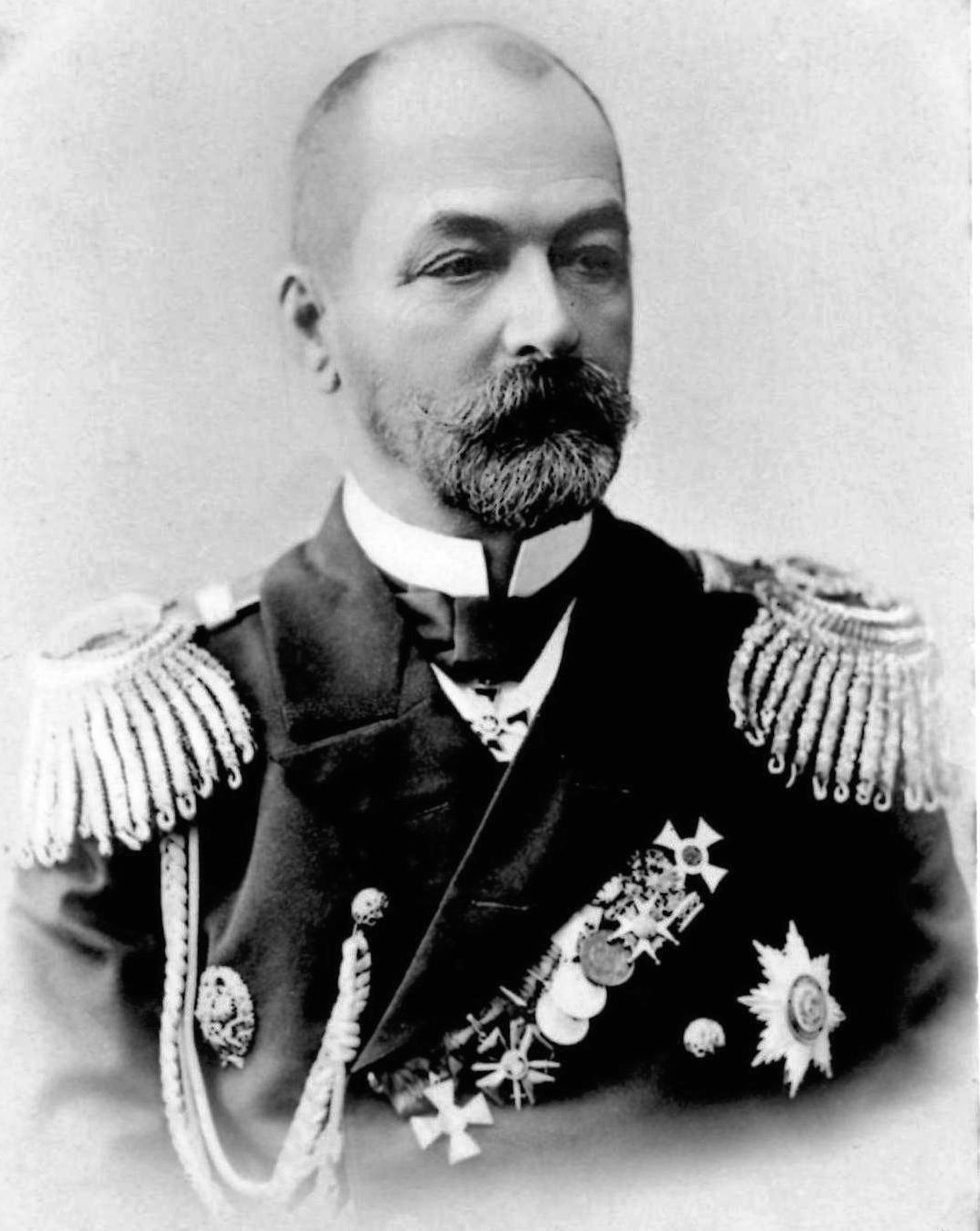
Đô đốc Zinovi Petrovich Rozhdestvenski

Bức họa của Nhật vẽ kỳ hạm của Đô đốc Makarov bị đánh chìm ngày 13-4-1905

Cùng ngày 8 tháng 2 năm 1904, chỉ sau vài giờ Nhật triều tuyên bố khai chiến, các khu trục hạm của Hải quân Nhật tấn công Hạm đội Viễn Đông của Nga bỏ neo tại cảng Lữ Thuận. Ba tàu chiến trong đó có hai chiến hạm và một tuần dương hạm bị hư hại. Trong khi chính giới Nga sững sờ thì các nước Anh-Mỹ đều tỏ ý khâm phục chiến công táo bạo của Nhật. Đó là trận chiến đầu tiên giữa các dreadnought.
Mục tiêu đầu tiên của Nhật Bản là kiểm soát đường liên lạc và tiếp vận nối liền Nhật Bản với lục địa Á châu, để bảo đảm sức lâm chiến ở Mãn Châu. Bước then chốt là phải vô hiệu hóa lực lượng hải quân Nga ở Viễn Đông nhưng Nga lại án binh bất động rút về căn cứ, không giao chiến với Nhật. Quân Nhật thừa cơ đổ bộ chiếm đóng Triều Tiên. Sau những thất bại quân sự liên tiếp Đô đốc Nga Stepan Osipovich Makarov thay đổi chiến sách, cho tàu nổi lửa kéo chiến hạm ra khơi truy kích quân Nhật. Chẳng may kỳ hạm của Makarov là chiến hạm Petropavlovsk trúng thủy lôi Nhật, tàu chìm, viên đô đốc tử trận vào trung tuần Tháng Tư. Tư lệnh hải quân Nga sau đó không dám giáp trận với tàu Nhật nên cả  hạm đội Nga coi như bị cầm chân ở cảng Lữ Thuận.
Sang Tháng 5, quân Nhật tiến chiếm bán đảo Liêu Đông và tới Tháng 8 thì đặt ụ súng và đắp lũy vây hãm toàn khu vực Lữ Thuận, Đại Liên. Thấy không còn cách nào, bộ chỉ huy Nga ra lệnh cho Đệ nhất Hạm đội Thái Bình Dương Nga rời bến ra khơi để hợp nhất với Hải đội Vladivostok mà đánh quân Nhật. Tuy nhiên, đoàn chiến thuyền của Nga bị quân Nhật truy kích và đánh bại trong trận Hải chiến Hoàng Hải và Ulsan vào ngày 10 và 14 tháng 8, năm 1904. Căn cứ quân Nga ở Lữ Thuận chỉ còn tìm cách cố thủ.
Trước tình thế lực lượng Viễn Đông lâm nguy, Nga triều phái Hạm đội Baltic do Đô đốc Rozhestvensky chỉ huy lên đường sang Viễn Đông cứu viện. Kế hoạch của Nga là mở cả hải vận lẫn thiết vận. Trên bộ thì dùng đường sắt xuyên Siberi đến Cáp Nhĩ Tân nhưng việc xây dựng chưa hoàn tất; ngoài biển thì cho Hạm đội Baltic mở thông lộ cho căn cứ Lữ Thuận. Nga tin tưởng rằng bằng cách cản bước Hải quân Nhật, Nga có có đủ thời gian xây xong đường sắt và đưa quân tiếp viện vào củng cố Mãn Châu. Hạm đội Baltic được phân phối lại và lấy tên là Hạm đội Thái Bình Dương thứ nhì gồm 5 thiết giáp hạm. Đoàn thuyền khởi hành rời Bắc Âu ngày 15 Tháng 10 năm 1904 dưới sự chỉ huy của Đô đốc Zinovy Rozhestvensky.
Cuộc hải trình 18.000 hải lý (chừng 33.000 km) vòng quanh Hảo Vọng giác để sang đến Viễn Đông quả là quá xa nên đã góp phần giảm nhuệ khí và sức khỏe của thủy thủ Nga. Đoàn tàu có ghé Cam Ranh nghỉ nhưng khi lên đến Hoàng Hải thì chiến lực đã hao mòn. Đây cũng là 1 trong những nguyên nhân khiến Nga thất trận.
Ngày 2 tháng 1 năm 1905, cảng Lữ Thuận thất thủ. Những tàu chiến của Nga còn lại đều bị đánh đắm ngay trong cảng. Mất Lữ Thuận đoan thuyền của Nga không còn lựa chọn nào ngoài Vladivostok, bắt buộc họ phải giáp mặt với tàu Nhật ngay ở vùng biển do Nhật kiểm soát.

## Diễn biến

### Tương quan lực lượng
Nhật có số lượng thiết giáp hạm ít hơn, nhưng có nhiều tuần dương hạm hơn. Ngoài ra, Nhật Bản có lợi thế hơn hẳn ở các mặt khác:
- Hạm đội Nga trang bị lẫn lộn cả tàu cũ và mới, trong số 8 thiết giáp hạm Nga thì có 4 tàu mới và 4 tàu cũ. Trong khi đó, 5 thiết giáp hạm Nhật tham chiến thì có 4 chiếc là loại mới và hiện đại.
- Hạm đội Nhật được tác chiến trên lãnh hải nước nhà, vì vậy họ có thể huy động một số lượng lớn các tàu nhỏ có vận tốc cao để tham gia tác chiến. Trong trận đánh, 45 tàu phóng lôi và 21 khu trục hạm được Nhật tung vào trận. Các tàu này có kích thước nhỏ, tầm hoạt động ngắn và chỉ mang được pháo nhỏ, nhưng có vận tốc nhanh và ngư lôi mà chúng mang theo rất nguy hiểm nếu áp dụng lối đánh áp sát trong đêm tối (và thực tế nhiều tàu chiến lớn của Nga đã bị đánh chìm do bị đội tàu phóng lôi này tập kích vào ban đêm)
- Hạm đội Nhật được thực hành tác xạ thường xuyên kể từ đầu cuộc chiến, có tình trạng sức khỏe tốt và tinh thần đang lên cao, các chỉ huy Nhật phần lớn đã có kinh nghiệm thực chiến trong chiến tranh Thanh-Nhật năm 1895. Thủy thủ hạm đội Nga thì phần lớn chưa từng trải qua thực chiến, kể cả đô đốc Rozhestvensky, chuẩn đô đốc Nikolai Nebogatov và các thuyền trưởng cũng vậy.
- Nhật sử dụng chủ yếu là đạn nổ được nhồi bằng chất nổ Shimose (một loại chất nổ mạnh do người Nhật chế tạo), có uy lực cao hơn thuốc nổ thông thường mà người Nga sử dụng.
- Tàu của Nhật các máy đo khoảng cách (range finder) tiên tiến hơn hơn so với hầu hết các thiết bị cùng loại trên các tàu Nga, nên có thể bắn chính xác hơn ở cự ly xa.
- Hạm đội Nga có các tàu cũ nên chạy chậm hơn. Các tàu Nhật Bản có thể chạy với vận tốc lên đến 15-16 knots (28-30 km/h), nhưng hạm đội Nga chỉ có thể đạt đến 14 knots (26 km/h). Đô đốc Tōgō của Nhật đã tận dụng ưu thế này, nhờ việc tàu Nhật chạy nhanh hơn mà ông đã hai lần sử dụng thành công chiến thuật "cắt ngang chữ T" để nã pháo toàn lực vào hạm đội Nga.
- Do phải tiến hành một cuộc hải trình dài tới 33.000 km trong suốt hơn 7 tháng, thủy thủ Hạm đội Nga đã trở nên quá mệt mỏi cho một trận hải chiến, tàu chiến của họ cũng bị xuống cấp và trục trặc do hành trình dài như vậy. Hạm đội Nhật thì đã được về nước nghỉ ngơi suốt 4 tháng sau khi chiếm được cảng Lữ Thuận nên rất sung sức, có lợi thế "lấy sức nhàn đánh đối thủ mệt mỏi".

### Mở màn

Lược đồ trận hải chiến Tsushima.

Hải quân Nga định lẩn trốn về Vladivostok, nên khi họ tiến về lãnh hải Nhật Bản, họ chuyển hướng khỏi các hải trình quen thuộc để tránh bị phát hiện. Tới đêm ngày 26 rạng ngày 27, Hạm đội Nga đã tiến đến eo biển Tsushima.
Đêm đó trời tối đen, nhiều sương, một làn sương mù bao trùm lên toàn eo biển, nên quân Nga có ưu thế ban đầu. Tuy nhiên đến 2:45 sáng, tàu tuần dương Shinano Maru của hải quân Nhật phát hiện ra ba ánh đèn của một tàu ở đằng xa chân trời, nên tiến lại gần để dò xét. Đó là các đèn hoa tiêu trên boong tàu cứu hộ Orel. Tới 4:30am, tàu Shinano Maru tiến lại gần con tàu kia, và nhận thấy con tàu này không mang hải pháo và có vẻ là một tàu phụ trợ. Tàu Orel nhầm chiếc Shinano Maru với một tàu khác của Nga nên không đánh động cho hạm đội, thay vào đó, nó đánh tín hiệu báo cho tàu Nhật biết là các tàu của Nga đang ở gần đó. Chiếc Shinano Maru sau đó phát hiện ra bóng dáng của mười chiếc tàu khác trong sương mù. Hạm đội Nga như vậy là đã bị phát hiện, và cơ hội để lẻn đến Vladivostok mà không bị phát giác đã mất.
Tới 4:55 sáng, Thuyền trưởng Narukawa của chiếc Shinano Maru đánh radio cho Đô đốc Togo ở Masampo rằng "Địch quân đang ở ô số 203". Tới 5 giờ, do bắt được tín hiệu radio mà phía Nga biết được họ đã bị phát hiện, và các tàu tuần dương trinh sát của Nhật đang tiến đến gần. Lúc 5:05 sáng, Đô đốc Togo nhận được tín hiệu và ngay lập tức chuẩn bị cho hạm đội của mình xuất kích.

### Giao tranh bắt đầu
6:34 phút sáng, trước khi xuất phát với Hạm đội Liên hợp, Đô đốc Togo đánh điện về cho bộ trưởng hải quân ở Tokyo:
| “      | Tôi vừa nhận được tin là đã phát hiện ra hạm đội địch. Hạm đội của chúng ta sẽ thẳng tiến ra biển để tấn công và tiêu diệt đối phương. | ” |
| — Togo | |   |

Cùng thời gian, toàn bộ hạm đội Nhật Bản triển khai trên biển, Đô đốc Togo từ kỳ hạm Mikasa chỉ huy trên bốn mươi tàu để nghênh chiến với quân Nga. Trong khi đó, các tàu tuần tiễu của Nhật vẫn bí mật theo dõi và liên tục cứ vài phút lại báo về đội hình và hướng di chuyển của hạm đội Nga. Trời đang có sương mù làm tầm nhìn bị sút giảm, và thời tiết rất xấu. Tới 1:40 chiều, cả hai hạm đội phát hiện đối phương và chuẩn bị tác chiến. Tới 1:55 phút, Đô đốc Togo hạ lệnh trương lá hiệu kỳ Z (Z-flag):
| “      | Vận mệnh Đế quốc phụ thuộc vào kết cục trận đánh này, mỗi binh sĩ hãy tận lực thực hiện nhiệm vụ. | ” |
| — Togo |                                                                                                   |   |

Khi nói câu này, ông đã vô tình lặp lại câu nói nổi tiếng của Đô đốc Nelson trước trận hải chiến Trafalgar năm 1805.

### Trận đánh ban ngày
Hạm đội Nga di chuyển từ hướng nam-tây nam về hướng bắc-đông bắc, hạm đội Nhật từ hướng tây về hướng đông bắc. Đô đốc Togo hạ lệnh cho hạm đội của mình lần lượt nối nhau quay ngoặt lại, sao cho các tàu chiến của ông có cùng hướng di chuyển với các tàu Nga, mặc dù làm như vậy có thể gây nguy hiểm cho chiếc tàu đang đổi hướng. Việc chuyển hướng hạm đội 180 độ hình chữ U cuối cùng cũng được thực hiện thành công. Hai đội tàu đối diện nhau tạo thành hai đường thẳng, được giữ ở khoảng cách 6200 mét và nã đạn pháo vào nhau.
Các trận hải chiến thường bắt đầu ở khoảng cách gần, nên Đô đốc Togo đã có thể ngay tức khắc chiếm lợi thế bằng cách gây bất ngờ. Tàu chiến Nhật có thể đạt đến tốc độ 16 hải lý, nhưng hạm đội Nga chỉ có thể di chuyển với tốc độ 8 hải lý, một phần vì vướng các tàu vận tải đi theo. Đô đốc Togo lợi dụng ưu thế vận tốc này, cộng với năng lực tuyệt vời của binh sĩ dưới quyền, có được do khổ công huấn luyện, cắt ngang hạm đội Nga theo "hình chữ T" hai lần để giáng nhiều tổn thất lên hạm đội Nga.
Tốc độ bắn của hải quân Nhật hết sức xuất sắc, lên đến hơn 2.000 phát trọng pháo trong một phút. Hơn thế nữa, quân Nhật dùng một loại thuốc đạn mới, bắn vào phần thân trên các chiến hạm Nga gây ra nhiều đám cháy trên các tàu bị bắn trúng. Sự chính xác của pháo thủ Nhật khiến cho quân Nga phải kinh ngạc.
Đô đốc Rozhestvensky bị loại khỏi vòng chiến do bị một mảnh pháo bắn vào xương sọ. Hạm đội Nga mất các chiến hạm Knyaz Suvorov, Oslyabya, Imperator Aleksander III and Borodino ngay trong ngày 27 tháng 5. Phía Nhật chỉ bị một số hư hại nhẹ, chủ yếu là ở tàu Mikasa. Tới tối, Chuẩn đô đốc Nebogatov nắm quyền chỉ huy hạm đội Nga.

### Trận đánh đêm
Khoảng 8 giờ tối, 37 tàu phóng lôi của Nhật và 21 khu trục hạm được tung vào trận. Các tàu khu trục đánh vào các tàu tiền phương, trong khi các tàu phóng lôi đánh vào mạn đông và nam của Hạm đội Nga. Các tàu Nhật tấn công mãnh liệt trong suốt 3 giờ không ngưng nghỉ, kết quả là trong đêm tối đã có những lần các tàu phóng lôi cỡ nhỏ của Nhật và chiến hạm Nga đâm vào nhau. Các tàu của Nga bị phân tán thành nhiều nhóm nhỏ, tìm cách đào thoát về hướng bắc. Tới 11 giờ đêm, hạm đội Nga dường như biến mất, nhưng họ để lộ vị trí của mình cho quân Nhật khi họ bật đèn pha lên, điều nghịch lý là các đèn pha này được bật lên để tìm kiếm tàu địch. Chiếc tàu chiến già nua Navarin đâm phải thủy lôi và phải dừng lại hoàn toàn, kết quả là nó bị 4 ngư lôi nữa bắn trúng và chìm. Trong thủy thủ đoàn gồm 622 người, chỉ có ba người sống sót, được quân Nhật vớt lên.
Chiến hạm Sisoy Veliki bị hư hại nặng do trúng thủy lôi vào mạn tàu và phải đánh chìm vào ngày hôm sau. Hai tàu bọc thép cũ, tàu Đô đốc Nakhimov và Vladimir Monomakh cũng bị hư hại nặng: chiếc thứ nhất bị thủy lôi đánh trúng vào mũi tàu, chiếc thứ hai đâm vào một tàu khu trục Nhật. Cả hai chiếc đều phải đánh chìm bởi thủy thủ đoàn vào sáng ngày hôm sau, chiếc tàu Đô đốc Nakhimoff ngoài khơi đảo Tsushima khi nước tràn vào tàu. Cuộc tấn công ban đêm làm hải quân Nga rất căng thẳng, vì họ đã mất hai tàu chiến và hai tuần dương hạm bọc thép, trong khi hải quân Nhật chỉ mất ba tàu phóng lôi.

### Đầu hàng
Trong đêm giao tranh xảy ra, Đô đốc Togo đã có thể cho bộ phận chính yếu của hạm đội mình, gồm các tàu bọc thép nghỉ ngơi. Tới 9:30 sáng, các tàu Nga đang tìm cách chạy về hướng bắc bị phát hiện.
Tới 10:34, khi nhận thấy 6 chiếc tàu do mình chỉ huy bị bao vây cô lập và không còn lối thoát, tình hình đã trở nên tuyệt vọng, Đô đốc Negobatov hạ lệnh cho hạm đội đầu hàng bằng cách trương lên lá cờ mang ký hiệu XGE, có nghĩa quốc tế là đầu hàng. Tuy nhiên phía hải quân Nhật không nhận ra tín hiệu này và tiếp tục bắn bởi họ không hề có tín hiệu về sự đầu hàng trong bộ mã của mình. Ở bước đường cùng, Nebogatov đành phải hạ lệnh treo cờ Đế quốc Nhật lên tháp pháo và tắt hết động cơ, và chỉ khi đó tàu Nhật mới ngừng bắn. Tới 10:53, quân Nhật chấp nhận đầu hàng.
Tướng Nebogatov khi đó biết rằng mình sẽ bị tòa án quân sự xử tử khi trở về Nga (do hành động treo cờ kẻ thù lên trên chiến hạm), đã nói với thủy thủ của mình rằng: "Các anh còn trẻ, và sau này sẽ còn có cơ hội để làm rạng danh Hải quân Nga. Mạng sống của 2 400 thủy thủ trên những con tàu này quan trọng hơn mạng sống của một mình tôi." (năm 1906, Nebogatov bị tuyên án tử hình, nhưng sau đó Nga hoàng Nicholas II giảm án xuống còn tù 10 năm. 3 năm sau (1909) ông đã được thả nhân dịp ân xá trong ngày sinh của Nga hoàng, cuối cùng ông mất năm 1922, thọ 73 tuổi).
Tới đêm ngày 28 tháng 5, các tàu đơn lẻ của Nga còn tiếp tục bị tàu Nhật truy đuổi cho tới khi chúng bị đánh chìm hoặc bị bắt.

## Kết quả
Theo tác giả Julian S. Corbett, với đại thắng này, Hải quân Nhật Bản đã làm nên một "thắng lợi quyết định và toàn diện nhất của thủy quân trong lịch sử".

### Tổn thất phía Nga
Phía Nga mất 4.380 người chết, 5.917 người bị bắt sống, trong đó có hai đô đốc. Người Nga đã mất tất cả tám thiết giáp hạm và tất cả ba thiết giáp hạm tuần duyên trong trận đánh, hoặc bị đánh chìm hoặc bị bắt bởi người Nhật, hoặc tự bị đánh đắm để ngăn chặn khỏi rơi vào tay Nhật. 4 trong số 8 tuần dương hạm của Nga bị mất trong trận chiến, 3 chiếc khác phải chạy tới Philipine, chỉ có một chiếc cuối thoát đến Vladivostok. Người Nga mất 6 trong số 9 khu trục hạm, 1 chiếc phải chạy tới Trung Quốc, 2 chiếc cuối thoát đến Vladivostok. Trong 9 tàu phụ trợ thì 6 tàu bị chìm hoặc bị bắt, chỉ có 3 tàu đi thoát.
Với thiệt hại nặng nề của Hải quân Nga, thảm họa Tsushima được xem là một trong những trận đánh hủy diệt duy nhất của thủy quân trong suốt bề dày lịch sử nhân loại.
Thiết giáp hạm
Các chiến hạm Hoàng thân Suvorov, Hoàng đế Alekxandr III, Borodino và Oslyabya bị mất trong trận đánh ngày 27 tháng 5. Chiếc Navarin bị mất trong đêm ngày 27 rạng sáng ngày 28, trong khi chiếc Sissoi Veliky, Đô đốc Nakhimov và Đô đốc Ushakov hoặc bị đánh đắm hoặc bị chìm ngày tiếp theo. Bốn chiến hạm khác dưới quyền chỉ huy của Chuẩn đô đốc Nebogatov buộc phải đầu hàng và trở thành chiến lợi phẩm cho quân Nhật. Nhóm tàu này gồm một tàu loại mới, chiếc Orel, cùng với một thiết chiến hạm loại cũ, chiếc Hoàng đế Nikolai I và hai chiến hạm tuần duyên loại nhỏ Đô đốc Graf Apraxin và Đô đốc Senyavin. Chiếc tàu tuần dương cỡ nhỏ Đô đốc Ushakov từ chối đầu hàng và bị các tàu tuần dương của Nhật đánh đắm.
Tuần dương hạm
Các ngày tiếp theo, các tuần dương hạm như Vladimir Monomakh, Svyetlana và Dmitri Donskoy bị đánh chìm sau cuộc hải chiến. Tuần dương hạm Dmitri Donskoy chống lại sáu tuần dương hạm của Nhật và sống sót, nhưng do bị hư hại quá nặng nề, nó phải bị đánh đắm. Chiếc tàu Izumrud mắc cạn gần bờ biển Siberia. Ba tuần dương hạm bọc thép Aurora, Zhemchug, và Oleg chạy thoát về căn cứ hải quân của Mỹ ở Manila và bị cầm giữ ở đó. Chiếc chiến hạm cao tốc vũ trang hạng nhẹ, Almaz, cũng thoát được về Vladivostok.
Tàu khu trục và tàu phụ trợ
Năm tàu khu trục, gồm Buiny, Buistry, Bezupreshchny, Gromky và Bleshyashchy bị đánh đắm trong ngày 28 tháng 5, chiếc Byedovy cũng đầu hàng trong ngày. Chiếc Bodry bị nhà cầm quyền đương cục cầm giữ ở Thượng Hải. Hai tàu khu trục, Grosny và Bravy chạy thoát được về Vladivostok.
Với các tàu phụ trợ, Kamchatka, Ural và Rus bị đánh chìm trong ngày 27, chiếc Irtuish mắc cạn ngày 28, các chiếc Koreya và Svir bị giữ lại ở Thượng Hải và chiếc Anadyr chạy thoát về Madagascar. Các tàu tải thương Orel, Kostromo bị bắt nhưng được thả ra sau đó.

### Tổn thất phía Nhật
Phía Nhật chỉ mất 3 phóng lôi hạm số 34, 35 và 69, với 117 người chết và 500 người bị thương.

## Hệ quả chính trị
Chiến thắng của Hải quân Nhật Bản là lần đầu tiên trong lịch sử hiện đại 1 quốc gia châu Á đánh bại 1 Cường quốc châu Âu trong 1 cuộc chiến quy ước. Do đó khi hay tin Nhật đánh bại Nga, hàng triệu người châu Á cũng vui sướng phát cuồng vì người Nhật đã rửa sạch cái nhục của dân da vàng bị người da trắng thống trị.
Trận đánh đã phá hủy quan niệm về sự "thượng đẳng" của chủng tộc người da trắng, đang được chấp nhận một cách rộng rãi trong xã hội phương Tây vào lúc đó. Chiến thắng này đã làm cho Nhật Bản trở thành 1 trong 6 quốc gia có lực lượng hải quân lớn nhất thế giới. Chiến thắng này làm cho người Nhật ngày càng tự tin và làm tăng sự cực đoan trong các quan điểm chính trị của Nhật, khiến họ ngày càng có thích chọn các giải pháp quân sự để giải quyết các mâu thuẫn, đồng thời giới quân phiệt Nhật ngày càng mạnh hơn trong chính phủ, góp phần đưa Nhật vào một cuộc chiến tranh mới là Thế chiến thứ hai.
Uy tín của Nga bị tổn thương nặng nề và nó là một đòn đau cho nhà Romanov. Gần như toàn bộ hạm đội Nga bị mất trong trận hải chiến eo biển Tsushima, trừ chiếc tàu cao tốc vũ trang hạng nhẹ Almaz (được xếp loại tuần dương hạm hạng nhì) và 2 tàu khu trục Grosny và Bravy là những tàu duy nhất trở về được tới cảng Vladivostok. Hạm đội Baltic coi như bị xóa sổ ra khỏi danh sách Hải quân Nga. Do bị mất nhiều tàu chiến, lực lượng hải quân Nga đã bị tụt hạng còn thấp hơn so với Đế quốc Áo - Hung.
Thế lực của Nga ở Viễn Đông sau trận hải chiến này cũng kết thúc, nước Nhật trở thành cường quốc bá chủ Đông Á, Mãn Châu, Triều Tiên. Do những thảm bại này mà đế quốc Nga gần đứng trên bờ vực sụp đổ với cuộc Cách mạng năm 1905.

## Chiến thuật được sử dụng
Trước khi chiến tranh Nga-Nhật nổ ra, các cường quốc đã cho đóng tàu chiến với trang bị hỗn hợp: một con tàu trang bị đủ loại pháo có cỡ nòng khác nhau, chủ yếu là 150mm (6-inch), 203mm (8-inch), 254mm (10-inch) và 305mm (12-inch), với dự kiến là các chiến hạm này sẽ đánh giáp lá cà trong đội hình khép kín để quyết định chiến trường. Kinh nghiệm chiến trường cho thấy các cỗ trọng pháo với tầm bắn xa có lợi thế hơn, được ưa chuộng trong các trận hải chiến hơn là các tàu chiến gồm nhiều cỡ nòng hỗn hợp. Ngay từ năm 1904, Hải quân Đế quốc Nhật Bản đã cho đóng tàu Satsuma (hạ thủy ngay trước trận hải chiến Tsushima, ngày 15 tháng 5 năm 1905), chiếc tàu chiến đầu tiên được trang bị hoàn toàn bằng một loại pháo cỡ nòng lớn.
Chiến thắng của Nhật Bản tại Tsushima đã khẳng định tầm quan trọng của một hạm đội các thiết giáp hạm trang bị hoàn toàn bằng một cỡ trọng pháo, và trong tháng 10 năm 1905, Hải quân Hoàng gia của Đế quốc Anh đã cho đóng chiếc thiết giáp hạm HMS Dreadnought, nó trở thành tàu chiến đầu tiên được trang bị hoàn toàn bằng đại pháo 305mm. Tàu HMS Dreadnought được hạ thủy vào năm 1906, đánh dấu mốc thời kỳ tiền-dreadnought trước 1906 và dreadnought từ 1906 trở đi. Nó tiếp tục kích thích các cuộc chạy đua hải quân giữa Anh và Đức trong những năm trước năm 1914.
Các chiến hạm, tuần dương hạm, và các tàu các loại khác được chia thành từng đoàn, mỗi đoàn được chỉ huy bởi một sĩ quan cao cấp (như đô đốc). Trong trận hải chiến Tsushima, Đô đốc Togo là chỉ huy trưởng chiến hạm Mikasa (các đoàn khác được chỉ huy bởi Phó đô đốc, Chuẩn đô đốc, thiếu tướng hải quân, thuyền trưởng và sĩ quan chỉ huy khu trục hạm). Trong đội hình chiến đấu, kế tiếp theo Mikasa là các chiến hạm Shikishima, Fuji và Asahi, theo sau chúng là hai tuần dương hạm bọc thép.
Khi Đô đốc Togo hạ lệnh tiến hành bước ngoặt "tuần tự" sang cánh trái để giữ nguyên đội hình chiến đấu, tức là kỳ hạm Mikasa tiếp tục dẫn đầu (hiển nhiên là Đô đốc Togo muốn các lực lượng mạnh nhất của mình xung trận trước hết). Quay tàu tuần tự nghĩa là mỗi tàu sẽ tiến hành quay bánh lái tiếp theo tàu trước nó, trên thực tế mỗi tàu sẽ lần lượt đổi hướng tại cùng một điểm trên biển (điều này rất nguy hiểm, vì đối phương sẽ có cơ hội tập trung hỏa lực bắn vào khu vực đó). Đô đốc Togo cũng có thể ra lệnh cho các tàu "đồng loạt" bẻ lái, tức là các tàu sẽ đổi hướng cùng lúc và quay ngược lại, giống như cách hạm đội Pháp-Tây Ban Nha vận động trong trận Trafalgar. Cách này sẽ nhanh hơn, nhưng sẽ làm rối loạn đội hình chiến đấu, gây ra hỗn loạn khiến cho kế hoạch tác chiến phải thay đổi, đặt các tuần dương hạm lên tuyến đầu, và đó là điều mà Đô đốc Togo không mong muốn.